# 중국공산당 중앙위원회 대외연락부
중국공산당 중앙위원회 대외연락부(중국어: 中国共产党中央委员会对外联络部, 영어: International Department of the Chinese Communist Party)는 중화인민공화국 정부의 조선민주주의인민공화국 담당 기관이다. 중련부라고 부른다.

## 역사
1951년에 설립되었다.
대외연락부는 1951년 중국공산당이 옛소련이나 북한, 동구 공산권 국가들과의 당 대 당 교류를 목적으로 설립한 기구로 북-중 관계에서는 외교부보다 큰 영향력을 발휘하는 것으로 알려져 있다.
2015년, 2003년부터 12년 간 중련부장을 맡아 온 왕자루이는 일선에서 물러났다. 후임은 쑹타오 당중앙 외사판공실 상무 부주임을 새로운 중련부장으로 임명했다.

## 역대 대외연락부장
| 지도자 | 대수 | 사진 | 이름             | 임기                    | 비고 |
| 김정은 | 초대 |      | 왕자샹           | 1951-1966               |      |
| 김정은 | 대행 |      | 류닝이           | 1966-1968               |      |
| 김정은 | 2대  |      | 겅뱌오           | 1971-1979               |      |
| 김정은 | 3대  |      | 지펑페이         | 1979-1982               |      |
| 김정은 | 4대  |      | 차오스           | 1982-1983               |      |
| 김정은 | 5대  |      | 첸리런           | 1983-1985               |      |
| 김정은 | 6대  |      | 주량             | 1985-1993               |      |
| 김정은 | 7대  |      | 리슈젱           | 1993-1997               |      |
| 김정은 | 8대  |      | 다이빙궈         | 1997-2003               |      |
| 김정은 | 9대  |      | 왕자루이(王家瑞) | 2003-2015               |      |
| 김정은 | 10대 |      | 쑹타오(宋涛)     | 2015-2022               |      |
| 김정은 | 11대 |      | 류젠차오         | (2022년 6월 2일 - 현직) |      |

## 조직
대외연락부는 14개 국으로 이뤄지며, 그중 8는 지역국이다. 대외연락부의 조직은 다음과 같이 구성된다:

### 국내조직
- 사무실
- 연구실
- 아시아1국 (1국)
- 아시아2국 (2국)
- 서아시아, 북아프리카국 (3국)
- 아프리카국 (4국)
- 라틴아메리카국 (5국)
- 동유럽, 중앙아시아국 (6국)
- 북미국 (7국)
- 서유럽국 (8국)
- 당 및 대중 대외업무협력국
- 정보통신국
- 의전국
- 간부국
- 당위원회
- 대외교류협력 및 중국사회단체관리실
- 정보편집실

### 직속 기관
- 중앙대외연락부 직속 국제교류센터
- 현대세계학 센터
- 중국경제연락사무소
- 대외연락부 서비스센터

- 현대세계잡지

### 직속 회사
- 현대세계잡지 출판사

## 중국의 외교 관계 관리

### 북한
2017년에 쑹타오 부장은 시진핑 총서기의 특사 자격으로 평양을 방문하였다.
2020년 4월 23일, 쑹타오 대외연락부 부장이 중국 최고 수준의 의료 기관인 배이징 301병원(인민해방군 총의원), 중국 국가심혈관센터의 의료진 50명과 함께 23일 이전에 방북했다. 쑹타오 공산당 대외연락부장은 그동안 북중 외교는 물론 공산당의 대외협력 전반을 담당하는 중요 인물이다. 그만큼 중국이 이번 의료진 파견에 상당한 무게를 둔 것으로 이해할 수 있다. 베이징의 301병원은 중국공산당 최고위 간부들의 건강 관리와 치료 등을 담당하는 곳이다. 정확한 날짜는 알려지지 않았지만, 베이징에서는 쑹타오 부장이 방북했다는 소문이 22일에 퍼졌다.

### 대한민국
1994년 3월 23일, 민자당 초청으로 공식 방한한 중국공산당 주산칭(朱善卿) 대외연락부 부부장은 북핵문제와 관련, 남북한 및 북한-국제 원자력 기구(IAEA) 사이의 꾸준한 대화를 통해 문제를 해결해야 한다는 입장을 밝혔다.

## 같이 보기
- 소련공산당 대외연락부